# Colobothea obtusicarinata
Colobothea obtusicarinata är en skalbaggsart som beskrevs av Dmytro Zajciw 1962. Colobothea obtusicarinata ingår i släktet Colobothea och familjen långhorningar. Inga underarter finns listade i Catalogue of Life.